# احتيال الخصوبة

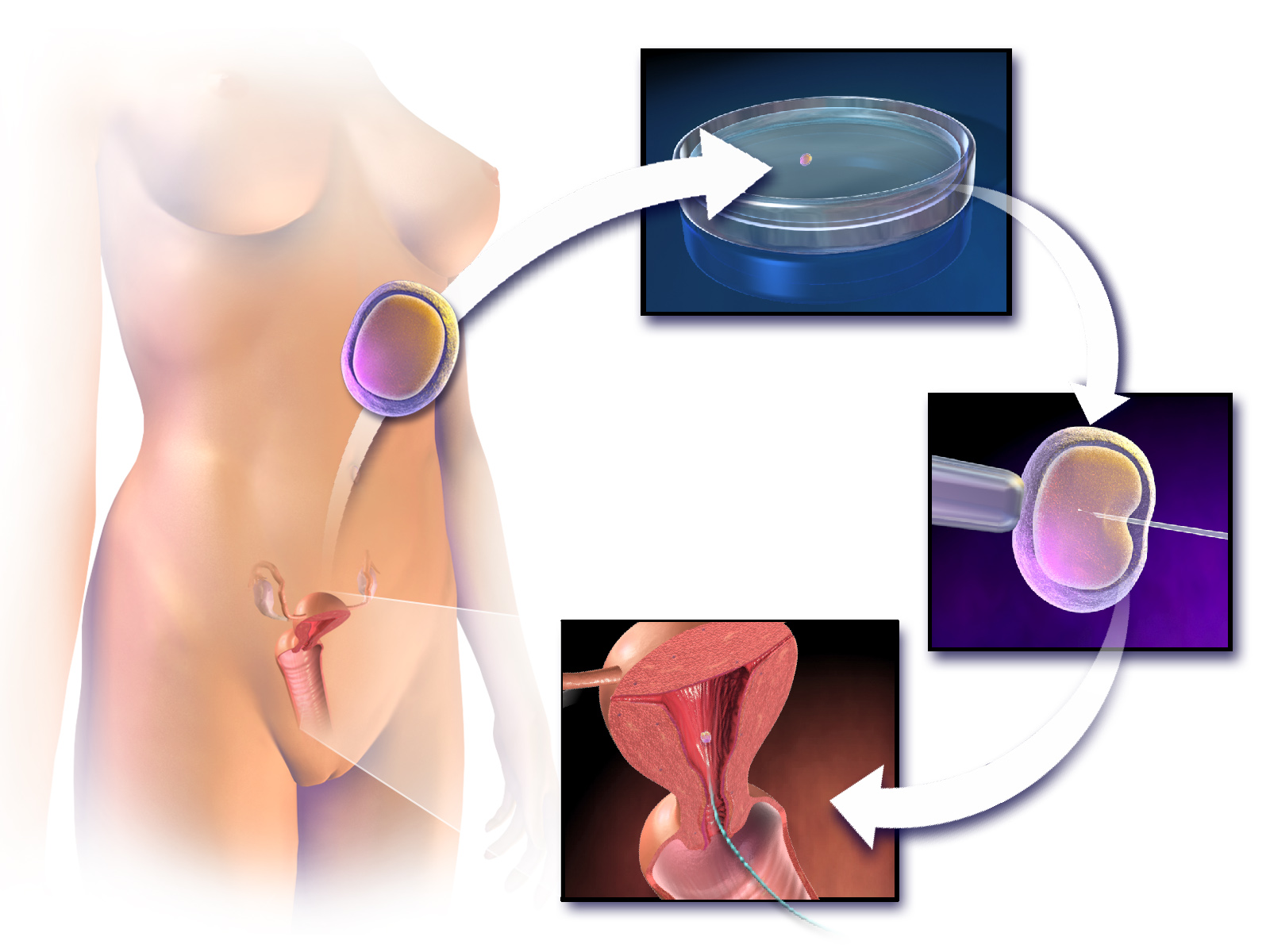
رسم يوضح الخطوات المتضمنة في حقن الحيوانات المنوية بالبويضة. يمكن أن يحدث الاحتيال في التلقيح في الخطوة الثالثة.

احتيال الخصوبة هو فشل من جانب طبيب الخصوبة في الحصول على موافقة من المريضة قبل تلقيحها بمني الخاص به. يحدث هذا عادة في سياق استخدام الأشخاص تقنيات التلقيح بالمساعدة (ART) لمعالجة مشاكل الخصوبة.
يستخدم المصطلح أيضًا في الحالات التي يتم فيها استخدام بويضات المتبرعين دون موافقة وبشكل أوسع، في الحالات التي يستغل فيها الأطباء وغيرهم من المهنيين الطبيين الفرص التي تنشأ عندما يستخدم الأشخاص التكنولوجيا الإنجابية المساعدة لمعالجة مشاكل الخصوبة. قد يؤدي ذلك إلى عدد من أنواع الاحتيال المختلفة التي تشمل التأمين، والإجراءات غير الضرورية، وسرقة البويضات، وقضايا أخرى تتعلق بعلاج الخصوبة.

## الأنواع
المعنى الرئيسي لاحتيال الخصوبة هو التلقيح غير المتفق عليه لمريضة من قبل طبيبها، ولكن هناك أنواع أخرى أيضًا.

### سرقة البويضات
تم تسهيل ولادة أول "طفل أنبوب اختبار" بواسطة روبرت إدواردز في عام 1978، ويُزعم أنه استخدم بويضات دون موافقة النساء المعنيات.
واحدة من أقدم الحالات التي تتضمن سرقة البويضات حدثت في عام 1987 في غاردن غروف، كاليفورنيا، في عيادة يديرها الطبيب ريكاردو آش، وشركاؤه الأطباء سيرجيو ستون وجوزيه بالماسيدا. أخذ آش بويضات من نساء يخضعن لإجراءات تشخيصية واستخدمها في إجراءات الخصوبة لنساء أخريات. تم اتهام آش وشركائه الاثنين بأخذ بويضات وأجنة من المرضى دون موافقتهم، واستخدامها للتسبب في حمل نساء أخريات، واحتيال شركات التأمين. تم استخدام بويضات ما لا يقل عن 20 امرأة، وأسفرت عن ولادة ما لا يقل عن 15 طفلًا. قدم 35 مريضًا إجراءات قانونية ضد آش. وتم تقدير أن 67 امرأة كن ضحايا سرقة البويضات أو الأجنة. غادر آش وبالماسيدا البلاد وتجنبا المحاكمة. واجه ستون المحاكمة في القضية وحُكم عليه بثلاث سنوات تحت المراقبة بتهمة الاحتيال عبر البريد. وتم تغريمه 50,000 دولار من قبل القاضي في القضية، ومطالبته برد أكثر من 14,000 دولار كتعويض لشركات التأمين، واضطر لارتداء جهاز مراقبة إلكتروني.
في "قضية البويضات" في إسرائيل في عام 2000، قامت الشرطة بالتحقيق مع طبيبين تم اتهامهما بإنشاء بويضات إضافية بشكل متعمد في مرضى يحتاجون لإجراءات الخصوبة، ثم حصادها وبيعها دون علم المرضى لمرضى خصوبة آخرين.
في إيطاليا في عام 2016، تم اعتقال طبيب النساء الإيطالي الشهير سيفيرينو أنتينوري، المعروف باسم "طبيب الجدات" بسبب سمعته في مساعدة النساء فوق الستين على الإنجاب، بتهمة سرقة البويضات عن طريق إزالتها من مبيض مريضة دون موافقتها تحت ذريعة إجراء عملية لإزالة كيس مبيض. كان أنتينوري قد قام بتوظيف ممرضة إسبانية في عيادته، ثم قام بتشخيصها بكيس مبيض بغرض حصاد بويضاتها دون علمها. تم اعتقال أنتينوري في مطار روما، وتم اتهامه بالسرقة المقرونة بالعنف وإلحاق الأذى الشخصي، ووضع تحت الإقامة الجبرية.

### احتيال التلقيح

رسم يوضح حقن حيوان منوي في خلية بويضة بشرية

كانت هناك العديد من الحالات التي قام فيها مقدم رعاية صحية باستبدال مني المتبرع بمني الخاص به بشكل احتيالي، مما أدى إلى الحمل والولادة.
- كوينسي فورتييه، أخصائي خصوبة في لاس فيغاس، نيفادا، في أوائل الستينيات، قام بتلقيح مريضاته بمني الخاص به مما أدى إلى ولادة 26 طفلًا خلال ممارسته التي استمرت 40 عامًا. توفي في عام 2006، عن عمر يناهز 94 عامًا، وتم الكشف عن القصة فقط في عام 2018 عندما استخدمت امرأة اختبار DNA منزلي للاحتفال بتقاعدها. وثائقي HBO Baby God الذي تم عرضه في عام 2020 كان مبنيًا على قصة فورتييه ومخطط احتيال الخصوبة الذي استمر لعقود.[13]

- سيسيل جاكوبسون، طبيب خصوبة في الثمانينيات في فرجينيا، تم اكتشاف أنه الأب البيولوجي لسبعة على الأقل من أطفال مرضاه، بما في ذلك مريضة كان من المفترض أن يتم تلقيحها بمني زوجها. أظهرت اختبارات DNA لاحقة أن جاكوبسون مرتبط بما لا يقل عن 15 طفلًا من هذا القبيل، ويشتبه في أنه قام بإنجاب ما يصل إلى 75 طفلًا عن طريق تلقيح مريضاته بمني الخاص به.[14]

- في عام 2018، قدمت امرأة في ولاية واشنطن دعوى قضائية في المحكمة الفيدرالية في أيداهو ضد جيرالد مورتييمر، الذي كان طبيب خصوبة والدتها عندما كان والداها يقيمان في أيداهو فولز. بعد مواجهة صعوبة في الحمل، لجأت والدتها إلى مورتييمر وأصبحت حاملًا في النهاية في عام 1980. تم إخفاء الصلة بمورتييمر لمدة 37 عامًا حتى تم الكشف عنها أخيرًا عندما استخدمت الابنة البالغة الآن مجموعة اختبار DNA التي أظهرت أن مورتييمر هو والدها البيولوجي، حيث استخدم مني الخاص به بدلًا من متبرع مجهول كما تم الاتفاق.[15]

- دونالد كلاين استخدم حيواناته المنوية في عيادته للخصوبة في إنديانابوليس بين عامي 1974 و1987 ليصبح والدًا لـ 94 طفلًا على الأقل بشكل سري.[16] تم اكتشاف ذلك في عام 2014 عندما انتشرت اختبارات الحمض النووي المنزلية، مما أدى إلى اكتشاف أن كلاين استخدم حيواناته المنوية لتلقيح بويضات مرضاه. نظرًا لعدم وجود قانون ينظم هذه الممارسة في إنديانا، تم اتهامه بعرقلة العدالة والإعلان الكاذب والسلوك غير الأخلاقي، وفقد ترخيصه لممارسة الطب. اعترف كلاين بالذنب في تهمتين جنائيتين من الدرجة السادسة لعرقلة العدالة وحُكم عليه بالسجن لمدة عام مع وقف التنفيذ. دخل أول قانون في الولايات المتحدة حيز التنفيذ في عام 2019 في ولاية إنديانا نتيجة لهذه القضية. اعتبارًا من مايو 2022، دفع كلاين أكثر من 1.35 مليون دولار لتسوية ثلاث دعاوى قضائية، مع وجود ثلاث دعاوى أخرى معلقة.[17] تم العثور على حالات مماثلة في ولايات أخرى.[18][19]

- جون بويد كوتس الثالث، طبيب خصوبة في فيرمونت، واجه دعويين قضائيتين وتم اتهامه باستخدام حيواناته المنوية في حالات تعود إلى 40 عامًا. تم سحب ترخيصه ومنح حكمًا بقيمة 5.25 مليون دولار كتعويضات للمدعي الأول.[20][21]

- جوس بيك، طبيب نساء في هولندا، أنجب 21 طفلًا وربما عشرات آخرين باستخدام حيواناته المنوية بعد أن لجأ إليه الأزواج الراغبون في العلاج من العقم، كما اكتشفت التحقيقات. عمل في مستشفى إليزابيث في ليدردورب، الذي أصبح الآن جزءًا من مستشفى ألريجن، بين عامي 1973 و1998. توفي في عام 2019.[22]

- في سبتمبر 2020، رفعت امرأة من سان دييغو دعوى قضائية ضد الدكتور فيليب إم. ميلغرام لاستخدامه حيواناته المنوية لتلقيحها قبل ثلاثة عقود، بدلًا من استخدام حيوانات منوية من متبرع مجهول. تم اكتشاف الخدعة عندما وجد ابنها البالغ أن ميلغرام هو والده البيولوجي بعد استخدام اختبار الحمض النووي المنزلي من 23andMe.[23]

- في نوفمبر 2020، رفعت امرأة من شمال كاليفورنيا دعوى قضائية ضد طبيب الخصوبة السابق مايكل كيكين لتلقيحها بشكل خاطئ بحيواناته المنوية قبل أربعين عامًا. أنجبت طفلين، لكنها اكتشفت في عام 2019 من خلال اختبار الحمض النووي الذي تلقت ابنتها كهدية أن طبيب الخصوبة السابق هو الأب البيولوجي لأطفالها. بالإضافة إلى ذلك، ربما ورث أطفالها مرضًا جينيًا من كيكين.[24]

- جان كارباوت، طبيب خصوبة في هولندا، أنجب 90 طفلًا مؤكدًا وربما يصل عدد أطفاله إلى 200 طفل.[25] توفي في عام 2017.

- في عام 2021، دفع نورمان باروين، طبيب خصوبة في أوتاوا، تسوية بقيمة 13.375 مليون دولار لأطفاله السبعة عشر الذين تم إنجابهم في عيادته في كندا في الثمانينيات. بلغ عدد المطالبين 244 من المرضى السابقين وأطفالهم، بما في ذلك السبعة عشر الذين تم إنجابهم باستخدام حيواناته المنوية.[26]

- في أبريل 2022، منحت هيئة محلفين في كولورادو 8.75 مليون دولار لعائلات اثنتي عشرة امرأة حملن أثناء خضوعهن للعلاج من العقم باستخدام تقنيات التلقيح الاصطناعي من قبل الدكتور بول برينان جونز من جراند جنكشن الذي استخدم حيواناته المنوية بينما كنّ مريضاته في الثمانينيات. وجدت هيئة المحلفين جونز مسؤولًا عن الإهمال والاحتيال ومطالب أخرى.[27]
- أنجب طبيب الخصوبة بيرتون كالدويل 22 طفلًا على الأقل باستخدام حيواناته المنوية.[28] اثنان من أطفاله، وكلاهما نتيجة لتلقيح احتيالي، واعدا في المدرسة الثانوية، وهي أول حالة مؤكدة لزواج الأقارب غير المقصود بين أشقاء غير أشقاء نتيجة للتلقيح الاحتيالي.[28] لطالما تم التكهن بأن وجود عدد كبير من الأشخاص ذوي العلاقات الجينية القريبة جدًا وغير المعترف بها في نفس المجتمع يمكن أن يؤدي إلى زواج الأقارب غير المقصود.[28]

### أخرى
هناك العديد من أنواع الاحتيال في الخصوبة الأخرى، وقد تحدث في مراحل مختلفة من العملية:
- التنافس على المرضى من خلال معلومات مضللة حول معدلات النجاح، سواء في الإعلانات أو خلال المقابلات الشخصية[2]
- إجراء إجراءات تقنية الإنجاب المساعدة التي لا تغطيها التأمين، ثم الفوترة لإجراء مختلف[2]
- إجراء إجراءات غير ضرورية أو غير مجدية على المرضى الذين يتم إعطاؤهم معلومات مضللة أو غير كافية[2]
- ادعاءات كاذبة بالحمل، تليها تأكيدات بوفاة الجنين[2]
- إساءة استخدام الحيوانات المنوية والبويضات والأجنة، خاصة استبدال الطبيب لحيواناته المنوية بمني المتبرع[2][4]
- الفحص غير الكافي للمتبرعين[29]
- اختلاس الأموال من بنوك الحيوانات المنوية، سرقة البويضات البشرية ("سرقة البويضات") أو الأجنة، أو استخدام البويضات دون موافقة[1]

## الوضع القانوني

تعاقب الدولة على بعض أشكال الاحتيال في الخصوبة
مشروع قانون نشط قيد الانتظار

تم إنجاب مئات الأطفال من خلال التلقيح غير المتفق عليه من قبل أطبائهم في جميع أنحاء العالم، بما في ذلك الولايات المتحدة وكندا وهولندا، ولكن دون وجود قوانين محددة تحظره، فإن العواقب القانونية غير واضحة. في بعض الأحيان يتم استخدام قوانين أخرى تتعلق بالاحتيال في الخصوبة ضد الطبيب، مثل الاحتيال البريدي أو السفر أو الاحتيال عبر الأسلاك، بينما يواجه آخرون دعاوى مدنية. واجه بعض الأطباء تهمًا أخلاقية من الهيئات الحاكمة لمهنتهم وفقدوا تراخيصهم لممارسة الطب.

### الولايات المتحدة
في الولايات المتحدة، تبرع طلاب الطب في الستينيات والسبعينيات بالحيوانات المنوية، ولاحقًا أثناء محاولتهم تطوير ممارساتهم كأطباء، ربما استخدموا حيواناتهم المنوية الخاصة لإنشاء سجل حافل بالنجاح. لم تكن هناك قوانين في ذلك الوقت تحظر مثل هذه الأنشطة.
دعا النشطاء إلى تشريع يجعل الاحتيال في الخصوبة جريمة، واعتبارًا من فبراير 2022، أقرت سبع ولايات أمريكية قوانين، بينما كانت سبع ولايات أخرى تدرس الأمر.

## النطاق
في الولايات المتحدة، تم اتهام أكثر من خمسين طبيب خصوبة بالاحتيال فيما يتعلق بالتبرع بالحيوانات المنوية وفقًا لتقرير إخباري في فبراير 2022.

## التكيفات الإعلامية
في عام 2020، أصدرت Somethin' Else وSony Music Entertainment بودكاست يروي قصة جان كارباوت وأطفاله بعنوان "The Immaculate Deception".
في عام 2020، أصدرت HBO الوثائقي Baby God الذي يروي حياة كوينسي فورتييه. 
في عام 2021، المسلسل الهولندي المكون من ثلاثة أجزاء Seeds of Deceit يروي قصة طبيب الخصوبة الهولندي جان كارباوت، الذي قام بتلقيح مرضاه بحيواناته المنوية الخاصة.
في عام 2022، أصدرت Netflix الوثائقي Our Father من إنتاج جايسون بلوم في نوع الجريمة الحقيقية حول قضية دونالد كلاين في السبعينيات والثمانينيات، وحصل على آراء متباينة.

## قراءة إضافية
- Dodge، Mary؛ Geis، Gilbert (2003). Stealing Dreams: A Fertility Clinic Scandal. UPNE. ISBN:978-1-55553-585-8. OCLC:1195022427. مؤرشف من الأصل في 2023-01-31.
- Nelson، Rick (1994). The Babymaker: Fertility Fraud and the Fall of Dr. Cecil Jacobson. Bantam Books. ISBN:978-0-553-56162-3. OCLC:31487163. مؤرشف من الأصل في 2023-01-31.

## روابط خارجية
- Centers for Disease Control and Prevention (CDC), Assisted Reproductive Technology